# Shioya
Shioya (jap. 塩谷町 Shioya-machi) – miasto w Japonii, na wyspie Honsiu, w prefekturze Tochigi. Według danych na rok 2020 miejscowość zamieszkiwało 10 354 mieszkańców , a gęstość zaludnienia wyniosła 58,8 os./km².